# رامز (اسم)
رامز هو اسم علم مذكر من أصل عربي، ومعناه هو الذي يومئ لغيره بالعين أو بالإشارة أو باللفظ.

## شخصيات تحمل الاسم
- رامز أمير (ممثل مصري، 1 ديسمبر 1988 – )
- رامز الأسود (ممثل سوري، 15 أكتوبر 1976 – )
- رامز المصري (20 أكتوبر 1950 – )
- رامز النويصري
- رامز بالياني (ملاكم جورجي، 31 أغسطس 1973 – )
- رامز جرايسي (24 أكتوبر 1951 – )
- رامز جلال (ممثل مصري برامج مقالب، 20 أبريل 1973 – )
- رامز ديوب (لاعب كرة قدم لبناني، 9 أغسطس 1984 – )
- رامز عطا الله (ممثل سوري)
- رامز علياء (سياسي ألباني، 18 أكتوبر 1925[3] – 7 أكتوبر 2011[3])

## وصلات خارجية
- موسوعة السلطان قابوس لأسماء العرب نسخة محفوظة 5 أبريل 2019 على موقع واي باك مشين.